# Lac-Mégantic
Lac-Mégantic, o simplemente Mégantic, como en ocasiones sus habitantes lo llaman, es una ciudad situada en la provincia de Quebec, en Canadá. Según el censo de 2021, tiene una población de 5747 habitantes.
Está ubicada en el municipio regional de condado de Le Granit y, a su vez, en la región administrativa de Estrie. Hace parte de las circunscripciones electorales de Mégantic a nivel provincial y de Mégantic—L'Érable a nivel federal.

## Geografía
La localidad está ubicada en las coordenadas 45°35′00″N 70°53′00″O / 45.58333, -70.88333. Según Statistics Canada, tiene una superficie total de 21.98 km².

## Demografía
Según el censo de Canadá de 2021, hay 5747 personas residiendo en esta ciudad, lo que implica una densidad de población de 261.5 hab./km². Los datos del censo mostraron que tomando en cuenta las 5654 personas censadas en 2016, en 2021 hubo un aumento poblacional de 93 habitantes (+1.6%). El número total de inmuebles particulares es de 3143, lo que implica una densidad de 143 inmuebles por km². El número total de viviendas particulares que se encuentran ocupadas por residentes habituales es de 2938.

## Tragedia ferroviaria
En la madrugada del sábado 6 de julio de 2013, un tren perteneciente a la compañía Montreal, Maine & Atlantic Railway, compuesto por 72 vagones que transportaban crudo, se descarriló en pleno centro de la localidad, generando una gigantesca explosión que provocó la muerte a 47 personas y el incendio de innumerables inmuebles.